# Tcsh
TENEX C Shell или tcsh — одна из командных оболочек UNIX, созданная Кэном Гриром.
Главной особенностью оболочки стала возможность автодополнения путей и команд. Во многом, именно эта особенность стала причиной популярности TENEX.
Некоторые возможности:
- редактирование командной строки с поддержкой стилей vi и emacs[7];
- программируемое автодополнение (оболочку можно настроить так, чтобы по нажатию «Tab» дополнялись не только имена команд и пути, но и поддерживаемые командой параметры)[8];
- проверка правописания имён файлов[9], команд[10] и переменных[11];
- расширенный механизм навигации по каталогам (команды pushd, popd, dirs)[12];
- периодические события (например, отложенное во времени исполнение команды или «сброс» пользователя по истечении тайм-аута)[13];
- возможность указания в приглашении различной полезной информации (текущий каталог, время, дата)[14].

Tcsh является командной оболочкой по умолчанию в ОС FreeBSD. Для пользователя root не рекомендуется менять эту оболочку на какую-либо другую.
В настройках по умолчанию история команд (просматриваемая клавишами «вверх» и «вниз») фильтруется по первым уже введённым символам, например если набрать cd  и нажимать стрелки «вверх-вниз», то из истории будут отображаться только те команды, которые начинаются с cd .